# Donald Audette
Pour les articles homonymes, voir Audette.
 Donald Audette  (né le 23 septembre 1969 à Laval dans la province de Québec au Canada) est un joueur de hockey sur glace professionnel. Depuis 2012, il est maintenant recruteur amateur pour les Canadiens de Montréal, son ancienne équipe. Son fils, Daniel Audette,  est également joueur de hockey.

## Biographie

### Carrière
Donald Audette est choisi par les Sabres de Buffalo à la 183e position lors du repêchage d'entrée dans la LNH 1989. De 1990 à 1998, il joue neuf saisons pour les Sabres puis est échangé en 1998 aux Kings de Los Angeles. En 2000, il connaît sa meilleure saison avec les Thrashers d'Atlanta puis signe comme joueur autonome avec les Stars de Dallas.
En 2001, il rejoint les Canadiens de Montréal avec lesquels il subit une grave blessure au poignet dont il ne se remet jamais. Il termine sa carrière avec les Panthers de la Floride.
En quinze ans, il joue 735 matches dans la LNH et marque 509 points.

## Statistiques
| Saison       | Équipe                 | Ligue        |     | Saison régulière | Saison régulière | Saison régulière | Saison régulière | Saison régulière | Saison régulière |    | Séries éliminatoires | Séries éliminatoires | Séries éliminatoires | Séries éliminatoires | Séries éliminatoires | Séries éliminatoires |
| Saison       | Équipe                 | Ligue        | PJ  | B                | A                | Pts              | Pun              | +/-              | PJ               | B  | A                    | Pts                  | Pun                  | +/-                  |                      |                      |
| 1985-1986    | Laurentide             | QAAA         | 41  | 32               | 38               | 70               | -                | 51               | 8                | 5  | 9                    | 14                   | -                    | 10                   |                      |                      |
| 1986-1987    | Titan de Laval         | LHJMQ        | 66  | 17               | 22               | 39               | -                | 36               | 14               | 2  | 6                    | 8                    | -                    | 10                   |                      |                      |
| 1987-1988    | Titan de Laval         | LHJMQ        | 63  | 48               | 61               | 109              | -                | 56               | 14               | 7  | 12                   | 19                   | -                    | 20                   |                      |                      |
| 1988-1989    | Titan de Laval         | LHJMQ        | 70  | 76               | 85               | 161              | -                | 123              | 17               | 17 | 12                   | 29                   | -                    | 43                   |                      |                      |
| 1989         | Titan de Laval         | Memorial     |     |                  |                  |                  |                  |                  | 4                | 3  | 6                    | 9                    | -                    | 6                    |                      |                      |
| 1989-1990    | Sabres de Buffalo      | LNH          |     |                  |                  |                  |                  |                  | 2                | 0  | 0                    | 0                    | -2                   | 0                    |                      |                      |
| 1989-1990    | Americans de Rochester | LAH          | 70  | 42               | 46               | 88               | -                | 78               | 15               | 9  | 8                    | 17                   | -                    | 29                   |                      |                      |
| 1990-1991    | Sabres de Buffalo      | LNH          | 8   | 4                | 3                | 7                | -1               | 4                |                  |    |                      |                      |                      |                      |                      |                      |
| 1990-1991    | Americans de Rochester | LAH          | 5   | 4                | 0                | 4                | -                | 2                |                  |    |                      |                      |                      |                      |                      |                      |
| 1991-1992    | Sabres de Buffalo      | LNH          | 63  | 31               | 17               | 48               | -1               | 75               |                  |    |                      |                      |                      |                      |                      |                      |
| 1992-1993    | Sabres de Buffalo      | LNH          | 44  | 12               | 7                | 19               | -8               | 51               | 8                | 2  | 2                    | 4                    | 1                    | 6                    |                      |                      |
| 1992-1993    | Americans de Rochester | LAH          | 6   | 8                | 4                | 12               | -                | 10               |                  |    |                      |                      |                      |                      |                      |                      |
| 1993-1994    | Sabres de Buffalo      | LNH          | 77  | 29               | 30               | 59               | 2                | 41               | 7                | 0  | 1                    | 1                    | -1                   | 6                    |                      |                      |
| 1994-1995    | Sabres de Buffalo      | LNH          | 46  | 24               | 13               | 37               | -3               | 27               | 5                | 1  | 1                    | 2                    | -2                   | 4                    |                      |                      |
| 1995-1996    | Sabres de Buffalo      | LNH          | 23  | 12               | 13               | 25               | 0                | 18               |                  |    |                      |                      |                      |                      |                      |                      |
| 1996-1997    | Sabres de Buffalo      | LNH          | 73  | 28               | 22               | 50               | -6               | 48               | 11               | 4  | 5                    | 9                    | -3                   | 6                    |                      |                      |
| 1997-1998    | Sabres de Buffalo      | LNH          | 75  | 24               | 20               | 44               | 10               | 59               | 15               | 5  | 8                    | 13                   | -4                   | 10                   |                      |                      |
| 1998-1999    | Kings de Los Angeles   | LNH          | 49  | 18               | 18               | 36               | 7                | 51               |                  |    |                      |                      |                      |                      |                      |                      |
| 1999-2000    | Kings de Los Angeles   | LNH          | 49  | 12               | 20               | 32               | 6                | 45               |                  |    |                      |                      |                      |                      |                      |                      |
| 1999-2000    | Thrashers d'Atlanta    | LNH          | 14  | 7                | 4                | 11               | -4               | 12               |                  |    |                      |                      |                      |                      |                      |                      |
| 2000-2001    | Thrashers d'Atlanta    | LNH          | 64  | 32               | 39               | 71               | -3               | 64               |                  |    |                      |                      |                      |                      |                      |                      |
| 2000-2001    | Sabres de Buffalo      | LNH          | 12  | 2                | 6                | 8                | 1                | 12               | 13               | 3  | 6                    | 9                    | -1                   | 4                    |                      |                      |
| 2001-2002    | Stars de Dallas        | LNH          | 20  | 4                | 8                | 12               | 2                | 12               |                  |    |                      |                      |                      |                      |                      |                      |
| 2001-2002    | Canadiens de Montréal  | LNH          | 13  | 1                | 5                | 6                | 1                | 8                | 12               | 6  | 4                    | 10                   | -2                   | 10                   |                      |                      |
| 2002-2003    | Canadiens de Montréal  | LNH          | 54  | 11               | 12               | 23               | -7               | 19               |                  |    |                      |                      |                      |                      |                      |                      |
| 2002-2003    | Bulldogs de Hamilton   | LAH          | 11  | 5                | 5                | 10               | 1                | 8                |                  |    |                      |                      |                      |                      |                      |                      |
| 2003-2004    | Canadiens de Montréal  | LNH          | 23  | 3                | 5                | 8                | -4               | 16               |                  |    |                      |                      |                      |                      |                      |                      |
| 2003-2004    | Panthers de la Floride | LNH          | 28  | 6                | 7                | 13               | -9               | 22               |                  |    |                      |                      |                      |                      |                      |                      |
| Totaux LNH   | Totaux LNH             | Totaux LNH   | 735 | 260              | 249              | 509              | -17              | 584              | 73               | 21 | 27                   | 48                   | -14                  | 46                   |                      |                      |
| Totaux LAH   | Totaux LAH             | Totaux LAH   | 92  | 59               | 55               | 114              | -                | 98               | 15               | 9  | 8                    | 17                   | -                    | 29                   |                      |                      |
| Totaux LHJMQ | Totaux LHJMQ           | Totaux LHJMQ | 293 | 144              | 174              | 318              | -                | 221              | 45               | 26 | 30                   | 56                   | -                    | 73                   |                      |                      |

## Trophées
- 1989 : trophée Guy-Lafleur – joueur le plus utile des séries de la Ligue de hockey junior majeur du Québec avec le Titan de Laval.
- 1989 : nommé dans la 1re équipe d'étoiles de la Ligue de hockey junior majeur du Québec.
- 1990 : nommé dans la 1re équipe d'étoiles de la Ligue américaine de hockey.
- 1991 : récipiendaire du trophée Dudley-« Red »-Garrett

## Transactions en carrière
- 1989, repêché par les Sabres de Buffalo (9e choix de l'équipe , 183e au total).

- 18 décembre 1998, échangé par Buffalo aux Kings de Los Angeles en retour du choix de deuxième ronde des Kings au repêchage de 1999 (Milan Bartovič).

- 13 mars 2000, échangé par Los Angeles avec Frantisek Kaberle aux Thrashers d'Atlanta en retour de Kelly Buchberger et de Nelson Emerson.

- 13 mars 2001, échangé par Atlanta aux Sabres de Buffalo en retour des droits sur Kamil Piros et du choix de quatrième ronde des Sabres au repêchage de 2001 (échangé ensuite aux Blues de Saint-Louis qui sélectionnent Igor Valeyev).

- 2 juillet 2001, signe à titre d'agent libre avec les Stars de Dallas.

- 21 novembre 2001, échangé par Dallas avec Shaun Van Allen aux Canadiens de Montréal en retour de Martin Rucinsky et de Benoît Brunet.

- 15 janvier 2004, signe à titre d'agent libre avec les Panthers de la Floride.

- été 2004, se retire de la compétition.